# Selim II
Selim II (turco otomano: سليم ثانى Selīm-i sānī) (Constantinopla, 28 de mayo de 1524 — Constantinopla, 15 de diciembre de 1574) también conocido como Selim el Rubio (Sarışın Selim), Selim el Borracho (llamado así únicamente por sus enemigos) o Selim el Poeta fue Sultán del Imperio otomano desde 1566 hasta su fallecimiento. Nació en Estambul, hijo del sultán Solimán el Magnífico y su esposa, Haseki Hürrem Sultan. Fue el primer sultán del Imperio otomano en carecer de interés por el ámbito militar, pues consideraba que las guerras le traían sufrimiento al imperio, y delegar las funciones de gobierno a su gran visir y yerno Sokollu Mehmed Paşa como protector del Imperio, pues a este sultán le atraía más el arte y la poesía.
Este Sultan no es muy conocido por sus hazañas militares aunque si logró conquistar Chipre y Túnez, sin embargo se le recuerda más por las edificaciones que construyó en su reinado, estos complejos son hoy por hoy nombrados Patrimonio de la Humanidad por la UNESCO.
Selim había sido un candidato poco probable para el trono hasta que su hermano Mehmed murió de viruela, su medio hermano Mustafa fue estrangulado hasta la muerte por orden de su padre, su hermano Cihangir sucumbió a problemas de salud crónicos, y su hermano Bayezid fue asesinado por orden de su padre después de una rebelión contra Selim. Selim murió el 15 de diciembre de 1574 y fue enterrado en Hagia Sophia.

## Biografía

### Primeros años
Selim nació el 28 de mayo de 1524 como hijo del sultán Solimán y su concubina favorita, Hürrem. Su infancia fue relativamente tranquila, creciendo en un ambiente familiar normal bajo el cuidado de su madre, su abuela y su padre. Fue educado con su hermano mayor Şehzade Mehmed, pero por supuesto con sus propios profesores. Su hermano Mehmed lo acompañó durante toda su infancia, como una especie de tercer padre. Era mayor que Selim con 3 años, lo que era suficiente para apoyar a su hermano menor en situaciones nuevas. El 27 de junio de 1530, Selim junto a sus hermanos, Mustafa y Mehmed fueron circuncidados. En 1537, con sólo 13 años, su padre lo llevó a una campaña en Corfú. Afortunadamente, Mehmed también estuvo presente en la campaña (también era su primera campaña) para poder consolar a su hermano menor en la difícil situación. Aunque Selim era joven, el hecho de que Solimán lo llevara sugiere que el príncipe había destacado en su educación y era lo suficientemente serio como para acompañar al sultán. Debió ser un gran honor para el joven príncipe participar en la campaña. Selim fue ordenado a partir a Konya en 1541. Su madre no lo acompañó, pero su institutriz, que era muy cercana a él, le acompañó para dirigir su harén. En 1543, su hermano Mehmed, quién era el candidato de Solimán para convertirse en sultán, falleció por un rebrote de viruela, dejando a todos devastados. Poco tiempo después, Selim fue enviado a Manisa como gobernador.
Selim era un hombre sensible e inteligente que sabía exactamente qué destino le esperaba a un príncipe de la dinastía. Por eso con el nacimiento de Murad, la relación con su consorte, Nurbanu Sultan y Selim cambió. Ya no tenían como objetivo la procreación, pues un hijo era suficiente para tener un heredero. El medio hermano de Selim, Şehzade Mustafa tenía un enorme apoyo, parecía muy probable que tras la muerte de Solimán ascendiera al trono y así tanto Selim como su hijo serían ejecutados. Por eso Selim prestó especial atención a no tener más hijos y, con excepción de un caso, no tuvo más hijos después del nacimiento de Murad, hasta su ascenso al trono.
El príncipe rubio era un hombre extremadamente tranquilo y obediente que, al igual que su padre, amaba las artes, la música y la poesía. Este último le convenía tanto que él mismo actuó como poeta. En estas cualidades se parecía profundamente a su padre. Es por eso que Solimán era el más cercano a Selim entre sus hijos después de la muerte de la repentina muerte de Mehmed. Sin embargo, además de estas cualidades positivas, Selim también mostró una tendencia a la depresión, que se intensificó principalmente en el ocaso de su vida.
El apoyo de Mustafa fue tan grande que, de hecho, hasta 1553, era seguro que sería el próximo sultán. El propio Solimán, tras la muerte de Mehmed, nunca dio señales de tener la intención de elegir a cuál de sus hijos quiere como sultán. El año 1553 trajo cambios tremendos en la vida del imperio. En el verano de ese año, Solimán se embarcó en una campaña a la que invitó a Selim, Cihangir y Mustafa. Solimán finalmente ejecutó a Mustafa en octubre acusado de traición, lo que provocó una resistencia inesperada en todo el imperio. Selim y Cihangir fueron quienes pudieron ofrecer algún consuelo al sultán con su presencia.
Sin embargo, pronto otra tragedia le sobrevino al anciano sultán. Şehzade Cihangir enfermó durante la campaña y su condición se deterioró rápidamente y finalmente murió en noviembre de 1553. Selim siguió siendo el único que podía apoyar al sultán, aunque la pérdida de Cihangir ciertamente también lo afectó. A través de su naturaleza similar, pudo evaluar bien lo que necesitaba su padre. No nos queda ninguna evidencia exacta sobre lo que pasó entre ellos durante la campaña, pero lo cierto es que la relación entre Suleiman y Selim nunca fue tan estrecha como lo fue durante y después de la campaña. Parecía cada vez más probable que Solimán nombrara a Selim su heredero, pero el sultán no lo hizo, no quería elegir entre los dos hijos que le quedaban, Selim y Bayezid. Así, los dos príncipes trataron de conseguir partidarios.
El príncipe Bayezid tenía fuertes partidarios, como Rüstem Paşa, Hürrem Sultan y Mihrimah Sultan, pero los estadistas y jenízaros no apoyaron al obstinado príncipe. Selim, por otra parte, consiguió el apoyo de Sokollu Mehmed Paşa, que ascendía cada vez más en su carrera política, y otros estadistas menos importantes también estaban de su lado. En 1556, Selim atrajo a otro partidario influyente y que sería clave en su ascenso: el antiguo maestro de Bayezid, el Lala Kara Mustafa Pasha. El gran visir Rüstem Paşa había trasladado a Kara Mustafa a la provincia de Selim para espiarlo, sin embargo, el maestro reconoció que Selim era mucho más apto para el trono que Bayezid, por lo que se volvió contra su antiguo alumno y Gran Visir para apoyar a Selim. Los embajadores a los que no les agrada Selim a menudo explican que Kara Mustafa cambió debido a sus ambiciones. Otros opinan que el Lala vio mayores posibilidades de convertirse en Gran Visir del lado de Selim. Esto, por supuesto, no se puede descartar, pero no es realista haber traicionado a un candidato prometedor por el bien de un príncipe menos apto, por lo que, de todos modos, Selim realmente parecía una buena opción para el trono, tal vez mejor que Bayezid.

### Lucha por el trono
Hürrem Sultan murió en 1558, lo que debió conmocionar a Selim, ya que ella era su madre. Sin embargo, para Bayezid, fue un punto de inflexión mucho mayor, ya que Bayezid perdió a su más fuerte partidario. Debido a sus acciones imprudentes una y otra vez, Solimán finalmente decidió colocar a sus dos hijos en una nueva provincia y enviar a sus nietos mayores, Orhan y Murad también a las provincias. Así Selim llegó a Kütahya y Bayezid a Amasya. Selim obedeció inmediatamente y se preparó rápidamente, pero Bayezid sólo se puso en marcha después de una larga desgana.
En Amasya, Bayezid molestaba constantemente a su padre con sus acciones, y finalmente se encontró en una situación desesperada y creyó que no había otro camino para él que la rebelión. Reclutó un ejército para derrotar y matar a Selim y su hijo, Murad. Este fue el punto en el que Solimán nombró abiertamente a Selim como su heredero y le dio todo el apoyo para derrotar a Bayezid. Por primera vez en su vida, Selim pudo sentir que tenía posibilidades reales de ganar el trono. Este sentimiento era edificante y consumidor al mismo tiempo. Lo levantó, ya que significaba no sólo su propia supervivencia sino también la de su hijo, pero para lograrlo se vio obligado a quitarle la vida a su propio hermano.
Selim, su hijo Murad y Sokollu Mehmed se enfrentaron a Bayezid en Konya en mayo de 1559. La batalla duró dos días; finalmente, Selim salió victorioso, pero Bayezid pudo escapar del campo de batalla, por lo que aún no podían calmarse. Acompañado por Sokollu Mehmed, el príncipe Murad y otros Beylerbeys, Selim iba tras Bayezid, pero Bayezid junto con sus hijos cruzaron con éxito la frontera y huyeron a Irán. Este período fue muy difícil para todos, porque si el Sha iraní hubiera decidido darle un ejército a Bayezid, habría sido un gran problema para el Imperio Otomano. Al final, sin embargo, Tahmasp l no quiso la guerra, sino que buscó una solución pacífica, ya que era la mejor para su propio país. Por eso inició negociaciones con el sultán sobre el príncipe Bayezid.
Debido a circunstancias más tranquilas, en diciembre de 1559, Solimán finalmente envió a Murad y Selim a casa. Selim se hundió cada vez más en la autocompasión en los años siguientes mientras esperaba que su padre muriera. Quizás su alcoholismo también empezó a ser grave en esta época. El príncipe ciertamente no fue alcohólico hasta la década de 1560 (es incluso cuestionable que alguna vez se convirtiera en alcohólico). Es cierto que consumía alcohol, pero lo hacía con moderación, como, por ejemplo, lo hacía su padre Solimán en su juventud. Sin embargo, como resultado de los trágicos acontecimientos que se sucedieron en la década de 1550, tal vez comenzó a perder escala. Sin embargo, todavía no podemos estar seguros de que alguna vez se convirtiera en alcohólico o creemos que fue solo gracias a los informes negativos sobre él.
Sin embargo, no se puede decir que Selim sólo se ocupara de sí mismo en estos tiempos oscuros. Como heredero único, básicamente podía hacer lo que quisiera sin tener que temer las consecuencias.

## Ascenso al trono
En septiembre de 1566, el sultán Solimán murió durante una campaña y Selim tuvo que acudir inmediatamente al lugar para tomar el poder. De hecho, Sokollu Mehmed Paşa mantuvo en secreto la muerte del sultán hasta la llegada de Selim el 29 de septiembre.
Los jenízaros no apoyaron a ninguno de los príncipes después de la muerte del príncipe Mustafa, porque no les agradaban lo suficiente Selim ni Bayezid. Y sus voces se escucharon tan pronto como regresaron a Estambul. Cuando entraron en la capital, los jenízaros simplemente se detuvieron y se negaron a dirigirse al Palacio de Topkapi. Con el tiempo se aburrieron, así que empezaron a caminar un poco más y pronto se detuvieron nuevamente. Luego, el yerno de Selim, el almirante Piyale Paşa, y sus otros visires ordenaron a los jenízaros que procedieran, pero en respuesta, arrastraron a los estadistas de sus caballos y finalmente les perdonaron la vida sólo a cambio de oro. Selim se encontraba en una situación muy angustiosa, ya que los jenízaros lo humillaron públicamente y no pudo hacer nada al respecto. Los jenízaros finalmente anunciaron lo que les haría cambiar de opinión e indicaron que querían su tarifa de ascensión de inmediato. Esta tarifa la pagaba tradicionalmente el sultán más tarde, ya que Selim aún no tenía acceso al tesoro porque aún no podía regresar al palacio. Los jenízaros, por supuesto, lo sabían y deliberadamente quisieron humillar al sultán de esta manera. Selim finalmente salió de la situación pidiéndole ayuda financiera a su hermana, Mihrimah Sultan.
Con la ayuda de Mihrimah, Selim finalmente pudo ocupar el trono y, a cambio del dinero, trató a su hermana con gran respeto y la dejó como jefa del harén del Antiguo Palacio. La situación de los dos hermanos mejoró mucho durante el reinado de Selim. Aunque el hecho de que Mihrimah apoyara abiertamente a Bayezid había sido un problema entre ellos en el pasado, pero para entonces solo ellos quedaban de la familia, no había nadie más con quien pudieran contar, por lo que se reconciliaron.
Después de acceder al trono tras intrigas palaciegas y disputas familiares, se convirtió en el primer sultán carente de interés por lo militar y dispuesto a abandonar el poder a sus ministros. Sokollu Mehmed Paşa y la esposa de Selim, Nurbanu Sultan, controlaron la mayor parte de los asuntos estatales, y dos años después de la ascensión de Selim alcanzó el éxito al lograr en Constantinopla un tratado honorable (17 de febrero de 1568) con el emperador Maximiliano II, por el cual el emperador consentía en pagar un tributo anual de treinta mil ducados a las arcas otomanas y concedía a las autoridades otomanas los territorios de Moldavia y Valaquia.

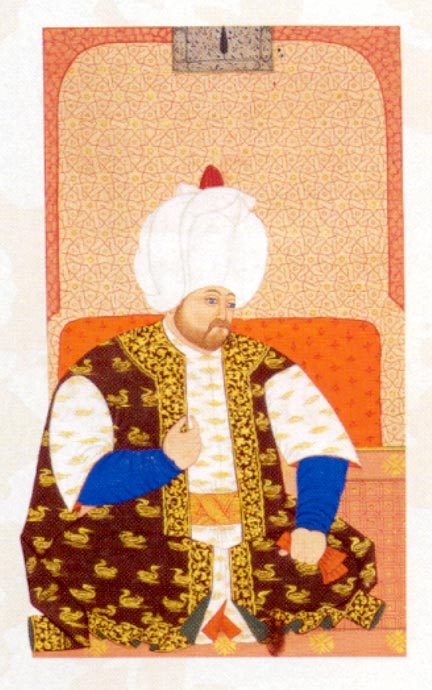
Miniatura otomana de Selim II.

Contra Rusia fue menos afortunado, y el primer enfrentamiento entre el Imperio otomano y su futuro rival del norte presagió el desastre que se avecinaba. Un plan había sido confeccionado en Constantinopla para unir los ríos Volga y Don en un canal, y en el verano de 1569 un numeroso contingente de jenízaros y caballería fue enviada para poner sitio a Astracán y comenzar asimismo los trabajos de construcción del canal, mientras que una flota naval otomana sitiaba Azov. Pero una incursión de la guarnición sitiada de Astracán hizo retroceder a los sitiadores. Alrededor de quince mil combatientes rusos, bajo el mando de Knes Serebianov, atacaron y dispersaron a los trabajadores del canal y al destacamento tártaro encomendado de su protección. Además, finalmente, la armada otomana fue destruida por una tormenta. A comienzos de 1570, los embajadores de Iván IV el Terrible firmaron en Constantinopla un tratado que restauraba las relaciones amistosas entre el sultán otomano y el zar ruso.
Las expediciones en Hejaz y Yemen tuvieron más éxito, pero la conquista de Chipre, conseguida por Lala Kara Mustafa Pasha en 1571, y que proporcionó a Selim su más preciado triunfo, condujo ese mismo año al calamitoso fracaso naval en Lepanto frente a la Santa Liga (formada por España, Venecia y la Santa Sede), una victoria cuya importancia moral a menudo ha sido subestimada, y que al menos liberó por un tiempo el mar Mediterráneo de los corsarios bajo pabellón otomano.
Las destrozadas flotas del Imperio fueron restituidas pronto (en tan solo seis meses) y los otomanos retomaron de nuevo el dominio del Mediterráneo (1573). En agosto de 1574, meses antes de su muerte, los otomanos recobraron Túnez, que arrebataron al Imperio Español, que la había conquistado en 1572.

## Muerte
Selim murió repentinamente, como resultado de un accidente en 1574. Al parecer de lesiones sufridas por una caída contra suelo de mármol, causándole una hemorragia cerebral, dejando en el poder a su hijo Murad III.En el momento de su muerte, su mausoleo aún no estaba listo, por lo que fue enterrado bajo una tienda de campaña. Fue el primer sultán que murió en Estambul.

## Consortes
Tuvo varias concubinas. Selim II fue el segundo sultán que se casó legítimamente con una esclava:
- Nurbanu Sultan (1525 o 1530 — 7 de diciembre de 1583), cuyos antecedentes están en disputa. Era veneciana y se dice que fue nombrada originalmente Cecilia u Olivia Venier Baffo, Rachel Nassi, o Kalē Kartanou. Más tarde, se convirtió en la primera mujer de origen esclavo, en portar los dos títulos más importantes que existieron para las mujeres en el Imperio Otomano, el de Valide Sultan y Haseki Sultan. Se sabe que ambos contrajeron matrimonio de forma legal alrededor de 1566 o 1570. Era madre de Şah Sultan, Gevherhan Sultan, Esmehan Sultan y Murad III;
- Varias concubinas de nombre desconocido.[6] Estas mujeres eran madres de otros príncipes y recibían 40 ásperos al día. Probablemente una de estas concubinas pudo ser madre de Fatma Sultan, aunque se sigue disputando su maternidad con Nurbanu. Una de estas concubinas murió poco después de la muerte de Selim, tal vez por suicidio debido a la ejecución de su hijo. Otra concubina murió durante un parto en 1572 junto a su bebé, y una tercera murió el 19 de abril de 1577.

## Descendencia

### Hijos
- Murad III (Manisa, 4 de julio de 1546 — Estambul, 15 de enero de 1595), hijo con Nurbanu. Gobernador de Akşehır y luego de Manisa. Fue el sucesor de su padre con el nombre de Murad III o cómo lo llamaban los cristianos, Amurates III;
- Şehzade Süleyman (1571 — 22 de diciembre de 1574), hijo de una concubina de nombre desconocido. Fue ejecutado por órdenes de su medio hermano Murad III. Tras esto su madre se suicidó;
- Şehzade Mehmed (1571 — 1572), hijo de una concubina de nombre desconocido. Murió joven de causas naturales;
- Şehzade Abdullah (1571 — 22 de diciembre de 1574), supuesto hijo de Selimiye. Fue ejecutado por órdenes de su medio hermano Murad III;
- Şehzade Ali (1572 — 1572), hijo de una concubina de nombre desconocido. Murió poco después de nacer junto a su madre, fue sepultado junto a su padre;
- Şehzade Osman (1573 — 22 de diciembre de 1574), hijo de una concubina de nombre desconocido. Fue ejecutado por órdenes de su medio hermano Murad III;
- Şehzade Mustafa (1573 — 22 de diciembre de 1574), hijo de una concubina de nombre desconocido. Fue ejecutado por órdenes de su medio hermano Murad III;
- Şehzade Cihangir (1574 — 22 de diciembre de 1574), hijo de una concubina de nombre desconocido. Fue ejecutado por órdenes de su medio hermano Murad III;

### Hijas
- Şah Sultan (Konya, 1543 — Estambul, 3 de noviembre de 1580), hija con Nurbanu. A veces llamada Şahıhuban Sultan. Se casó primero en 1562 con Damat Çakırcıbaşı Hassan Agha, y luego con Damat Zal Mahmud Paşa. Tuvo descendencia;
- Gevherhan Sultan (Manisa, 1544 — Estambul, 1624), hija con Nurbanu. Se casó primero en 1562 con el almirante Damat Piyale Paşa, y en segundo lugar en 1579 con Damat Cerrah Mehmed Paşa. Tuvo descendencia;
- Esmehan Sultan (Manisa, 1545 — Estambul, 8 de agosto de 1585), hija con Nurbanu. Se casó primero en 1562 con Damat Sokollu Mehmed Paşa, y por segunda vez en 1580, con Damat Kalaylıkoz Ali Paşa. Tuvo descendencia;
- Fatma Sultan (Konya, 1559 – Estambul, octubre de 1580), hija con concubina de nombre desconocido. A veces es disputada como hija de Nurbanu, pero hasta la fecha se desconoce. Casada en 1574 con Damat Kanijeli Siyavuş Paşa. Tuvo descendencia.